# Lou & the Hollywood Bananas
Lou & the Hollywood Bananas ist ein Projekt des belgischen Produzenten Lou Deprijck, der u. a. mit Plastic Bertrand arbeitete.

## Geschichte
Bei Lou & the Hollywood Bananas sang Lou Deprijck selbst, begleitet von wechselnden Sängerinnen. Die Single Kingston, Kingston schaffte es 1979 in mehrere europäische Charts. Die Songs waren stark vom Ska-Revival beeinflusst, das zu dieser Zeit England erfasst und auch auf den europäischen Kontinent übergegriffen hatte. Auch die Singles Hollywood, Hollywood (1979) sowie Wings of a Dove (1980) enthielten Ska-Elemente. Später folgte noch die Single Time Warp, eine Coverversion des gleichnamigen Stücks aus dem Film Rocky Horror Picture Show. Sämtliche Singles wurden auch in Deutschland beim Label Hansa International veröffentlicht.
Deprijk starb im September 2023 im Alter von 77 Jahren.

## Diskografie
- 1979: Kingston, Kingston (WEA Records)
- 1980: Lou & Hollywood Bananas Meet The Ska All Stars: Greatest Hits (Disques Vogue)
- 1983: Les Petites Rues de Singapour (RKM)
- 1995: Hits & Co (Kompilationsalbum, RM Records)